# باويل ريتشي
باويل ريتشي (بالإنجليزية: Paul Ritchie)‏ (25 يناير 1969 بسنت أندروز في المملكة المتحدة - ) هو لاعب كرة قدم بريطاني في مركز الهجوم. لعب مع بورتاداون وديري سيتي ونادي إنفرنيس ونادي بريتشين سيتي ونادي غيلينغهام وهاميلتون أكاديميكال ونادي إيست فيف ونادي هابي فالي ‏ ونادي دندي وYee Hope FC ‏ ونادي بارتيك ثيسل.

## وصلات خارجية
- باويل ريتشي على موقع قاعدة بيانات كرة القدم.إي يو (الإنجليزية)
- باويل ريتشي على موقع Soccerbase.com (لاعب) (الإنجليزية)